# جيم مارش (كرة سلة)
جيم مارش (بالإنجليزية: Jim Marsh)‏ مواليد 26 أبريل 1946، هو لاعب كرة سلة أمريكي معتزل. بدأ مسيرته الاحترافية في سنة 1971. تم اختياره من قبل فريق سياتل سوبرسونيكس خلال الدرافت. حمل الرقم 41. يبلغ طوله 6 قدم 7 بوصة (2.0 م). اعتزل اللعب في 1972. لعب مع بورتلاند ترايل بلايزرز.

## روابط خارجية
- جيم مارش على موقع إن بي أي (الإنجليزية)
- جيم مارش على موقع سبورتس رفرنس (الإنجليزية)
- جيم مارش على موقع كلية كرة السلة في سبورتس رفرنس.كوم (الإنجليزية)
- جيم مارش على موقع ريلجم (الإنجليزية)
- جيم مارش على موقع بروبوليرز (الإنجليزية)